# Legión perdida
La legión perdida de Craso, o simplemente la legión perdida, es el nombre con que se conoce a una hipotética legión romana compuesta por parte de los cerca de 10 000 legionarios hechos prisioneros tras la batalla de Carras por los partos en el año 53 a. C. Esta legión, «perdida» para los historiadores romanos, reaparecería supuestamente en las crónicas chinas en el año 36 a. C.

## Los hechos
Durante la época de la alianza entre Julio César, Pompeyo y Craso, este último se hizo cargo de la campaña contra los partos y avanzó por la actual Turquía al frente de un imponente ejército de 42 000 soldados; los romanos que lidera están compuestos por siete legiones, 4000 arqueros y 4000 jinetes galos, y se creen capaces de escarmentar a la temida caballería parta, que es el cuerpo principal del ejército enemigo. Pero éstos fueron derrotados en Carras (la actual Harrán, Turquía) por el ejército parto, siendo humillado el ejército más poderoso del mundo de entonces, que dieron muerte a Craso e hicieron prisioneros a más de 10 000 de sus soldados.
A caballo entre la realidad y la leyenda, se sabe por Plutarco y Plinio el Viejo que estos hombres fueron conducidos al extremo oriental del Imperio parto, en la antigua Bactriana (el actual Afganistán), siendo la mayoría esclavizados o condenados a trabajos forzados. Pero los partos conservaron algunas unidades dispuestas a seguir combatiendo a cambio de no ser condenados a muerte o a la esclavitud. Así, una parte de la legión cautiva fue mandada a las proximidades del río Oxus (hoy Amu Daria) en la Bactriana (el actual Turkmenistán) para luchar contra los hunos, desapareciendo allí su rastro. El caso es que, tras la firma de la paz entre romanos y partos en el año 20 a. C., se estableció el retorno de los prisioneros, pero ya entonces se desconocía totalmente dónde estaban los efectivos supervivientes de las derrotadas legiones de Carras, pese a los esfuerzos que se dedicaron a la recuperación de los soldados apresados.

## La hipótesis de Li Jien
En 1955, el historiador y sinólogo estadounidense Homer Hasenpflug Dubs, en una conferencia impartida en Londres titulada «Una ciudad romana en la antigua China», afirmó haber encontrado el destino de estos legionarios, encajando los datos de Plutarco y Plinio el Viejo con las crónicas históricas de la dinastía Han, que reinó en el Imperio Han  de China entre los años 206 a. C. y 220 de nuestra era.
Según este investigador, la legión perdida reaparece en las crónicas chinas de la dinastía Han en el año 36 a. C. En ese año el general Gan Yanshou emprendió una campaña militar en los territorios fronterizos occidentales, la actual provincia de Xinjiang, contra los nómadas xiongnu, antecesores de los hunos, por Bactria y el río Oxus. Las crónicas de esta campaña, que nos ha llegado a través del historiador y biógrafo del general chino Gan Yanshou, Ban Gu, que participó en aquella contienda, han hecho pensar a algunos expertos que los defensores de la ciudad de Zhizhi (actual Dzhambul, cerca de Taskent, en Uzbekistán), eran miembros de la legión perdida.
En ellas se menciona una batalla librada por esta ciudad entre el ejército chino y un extraño contingente constituido por soldados veteranos, muy disciplinado y protegido en una fortaleza de madera de forma cuadricular que protegía el asentamiento. Se señala que éstos usaban fortificaciones de empalizadas rectangulares y que entraban en combate perfectamente organizados («alineados y desplegados en una formación como de escamas de pescado») en la puerta de la ciudad, lo que recuerda a la testudo romana, en la que los infantes se protegen unos a otros formando con los escudos una especie de coraza. 
La ciudad de Zhizhi fue tomada finalmente y los 1000 prisioneros extranjeros fueron deportados a China y asentados en la ubicación de la actual Yongchang (provincia de Gansu, China), en el desierto del Gobi, para proteger las fronteras del imperio chino y a sus habitantes de las incursiones tibetanas. 
Pero el antiguo nombre de Zhelaizhai, que se encuentra en la provincia de Gansu, ha terminado por sacar a la luz al cabo de dos mil años la historia de la legión perdida. El nuevo lugar en que fueron asentados los prisioneros fue llamado por decreto imperial Li-Jien o Liqian<; el topónimo, documentado por primera vez en el año 5 d. C., no es sino una variante china de «Legión», un nombre que además era el usado por los chinos para referirse a Roma desde que los antiguos chinos tuvieron noticias de su opulencia y poder a través de sus comerciantes en Alejandría. Además, llama la atención este topónimo pues era extremadamente raro que los chinos diesen a sus ciudades nombres extranjeros. Años más tarde, siguiendo la tendencia confuciana a la rectificación de los nombres, el lugar fue renombrado como Jie-lu, que significa "cautivos".
Algunos[¿quién?] creen que los descendientes de este contingente fue derrotado y arrasado en el siglo VIII por tropas tibetanas, que en aquel entonces eran mercenarios terribles, auténticos señores de la guerra, pero los estudios genéticos hechos en Li Jian dan pie a pensar otras cosas.
En 2001 los diarios Los Angeles Times y L'Express sacaron a la luz unos datos que identificaban un poblado remoto como punto final de la aventura de los legionarios de Craso, demostrando importantes diferencias físicas entre los nativos de la zona y el resto de los chinos. Desde entonces, los análisis de ADN realizados por la Universidad de Lanzhou confirman que un 46 por ciento de los habitantes de Zhelaizhai -entre los que hay ciudadanos con ojos azules y verdes, pelos rizados y/o de color castaño y pelirrojo, y gente con narices aguileñas- mostraban una curiosa afinidad genética con poblaciones europeas, según informó el semanario francés. Hace años se encontraron en torno a cien esqueletos de hace más de mil años con una altura promedio superior a los 180 centímetros.
La existencia de la legión perdida cuenta con las evidencias bibliográficas; los análisis de ADN realizados a la población y los restos romanos encontrados en excavaciones arqueológicas (monedas, cerámica, cascos y una gran piedra cúbica que alberga misteriosos restos de estilo occidental, además de los restos de una fortaleza, con 30 metros de longitud y medio metro de alto, que según los nativos hasta hace poco más de 30 años, medía más de 100 metros de longitud y era mucho más alta. Pero no existe una certeza concluyente de la presencia romana durante este periodo en la China imperial, teniendo en cuenta que Li-Jien fue un puesto avanzado que estuvo localizado dentro de la antigua ruta de la seda. Aunque esta hipótesis ha sido aprovechada por entusiastas chinos del área y occidentales no especialistas, al menos dos eminentes autoridades chinas han demostrado que la conjetura tiene serias deficiencias.

## La Legión perdida en la literatura
Ben Kane, escritor de novelas históricas, trata la historia de esta legión en su trilogía formada por "The Forgotten Legion" ("La Legión Olvidada", ediciones B, 2009), "The Silver Eagle" ("El Águila Plateada", ediciones B) y "Road To Rome" ("Camino a Roma", ediciones B). Es en el segundo libro ("El Águila de Plata") donde se narra lo sucedido a la Legión Perdida, después de haberse convertido en prisioneros partos.
Santiago Posteguillo, escritor de dos trilogías sobre la Roma antigua, aborda este tema en el tercer y último libro de la trilogía sobre el emperador Trajano, publicado el 23 de febrero de 2016 con el título La legión perdida.
Valerio Massimo Manfredi escribió en 2005 la novela El Imperio de los dragones en el que se narra cómo, en el año 259 d. C., fue capturado por los Persas Sasánidas el emperador romano Valeriano. A este le acompañan en su cautiverio varios legionarios y pretorianos quienes tras la muerte del emperador logran escapar hacia el este gracias a la ayuda de un comerciante indio junto a un misterioso personaje de origen chino. Hacia este país se encaminan los supervivientes romanos y allí vivirán grandes aventuras, encontrando a los descendientes de los supervivientes de la Legión perdida.
Anastassia Espinel Suares escribió en 2014 la cuarta parte de su saga "Aventuras en los confines del Mundo Romano" sobre las aventuras del joven aristócrata Publio Emilio Camilo, titulada Publio y la Legión Perdida. La trama de la novela se basa en la firma del tratado de paz entre César Augusto y el rey de Partia Fraates IV; Publio, el protagonista de la historia, forma parte de una misión diplomática romana que recorre el territorio del Imperio Parto en busca de sus compatriotas de la Legión Perdida.